# 李士才 (隋朝)
李士才（?—?），隋朝末年唐朝初年民变领袖，长平郡（今山西省晋城市）人。
永平元年（617年），李密自称魏王。李士才和孟让、郝孝德、王德仁、济阴房献伯、上谷王君廓、淮阳魏六儿、李德谦、谯郡张迁、魏郡李文相、谯郡黑社、白社、济北张青特、上洛周比洮、胡驴贼全都归顺李密，成为瓦岗军的同盟者。九月，李密派李士才率兵十二万，攻打镇守河阴的隋朝鹰扬郎将张珣，获胜，张珣极骂不屈而死。李士才之后事迹不详。